# Kromerowo
Kromerowo [krɔmɛˈrɔvɔ] (tiếng Đức: Krämersdorf)  là một ngôi làng thuộc khu hành chính của Gmina Barczewo, thuộc huyện Olsztyński, Warmińsko-Mazurskie, ở miền bắc Ba Lan. Nó nằm khoảng 11 kilômét (7 mi) về phía đông của Barczewo và 24 km (15 mi) về phía đông của thủ đô khu vực Olsztyn.